# Pelham Grenville Wodehouse
Sir Pelham Grenville Wodehouse (15. října 1881, Guildford – 14. února 1975, Southampton) byl britský spisovatel. 
Jeden z nejoblíbenějších anglických humoristů, mistr jazykové komiky a situačních gagů. Za svůj dlouhý život napsal více než devadesát knih. Je navíc spoluautorem dvaceti filmových scénářů a zhruba třiceti her a muzikálů. K jeho nejslavnějším postavám patří sluha Jeeves.
Vystudoval Dulwich College v Londýně. Po absolvování pracoval nejprve jako úředník v bance, ale pak se stále více zaměřoval na novinařinu. Roku 1902 byl zaměstnán v londýnském listu Globe jako sloupkař. V průběhu života žil a pracoval v Anglii, Francii a posléze hlavně v USA, kde v roce 1955 získal státní občanství. Těsně před svou smrtí byl ve své původní vlasti, v roce 1975, povýšen do šlechtického stavu.
Sir Pelham Grenville Wodehouse zemřel 14. února 1975 v Southamptonu, státě New York.

## Dílo
- Až naprší a uschne
- Dusné počasí (1966)
- Letní bouřka
- Jen tak dál, Jeevesi (1957)
- Mladí páni v kamaších
- Nedostižný Jeeves
- Případu se ujímá Jeeves
- Sallyina dobrodružství
- Ukvapený Sam
- Vlna zločinnosti na zámku Blandings
- Vřelé díky, Jeevesi
- Výborně Jeevesi
- Muž se dvěma levýma nohama
- Jarní horečka (1997)
- Malý pán na ženění
- Dobře uložené peníze (1964)
- Jeeves pánem situace
- Jedinečný Jeeves (1999)
- Nečekané dědictví
- Hry ve třech (1991)
- Na zámku Blandings (a jinde) (1954)
- Bill dobyvatel
- Láska mezi slepicemi
- Jitřní zpěvy
- Dobrá práce, Jeevesi
- Díky, Jeevesi
- Hry ve třech
- Picadilly Jim
- Úplněk
- Šibal Keggs
- Archibaldovy nepřístojnosti
- Dívka na parníku
- Strýc Dynamit
- Koktejlový věk
- Pan Galahad zasahuje
- Pelikán na zámku Blandings
- Psmith to zařídí
- Zámek Blissac
- Zavolejte Jeevese
- Snadné peníze
- Dívka v modrém
- Krédo rodu Woosterů
- Klub starých mládenců
- Rajský plyn
- Čas namlouvání
- Šťastná mořeplavba Montyho Bodkina